# 日置謙
日置 謙（ひおき / へき けん、1873年（明治6年）3月4日 - 1946年（昭和21年）6月6日）は、日本の郷土史家。戦前に石川県金沢市を拠点に活動した。地元の金沢では、富田景周、森田柿園、日置謙を指して加賀地方研究の御三家と呼ぶことがある。
金沢医科大学教授および同大学附属病院長を務めた医学者の日置陸奥夫は子。

## 経歴
金沢市出身。1894年に第四高等中学校を卒業、石川県尋常師範学校教授嘱託となり、以後、教員として各県の中学校に勤務。1905年、郷里の金沢に戻り、石川県立金沢第一中学校教諭となる。その傍らで石川県の郷土史を研究し、1921年（大正10年）に『石川県史』編纂員に就任する。1926年、教員を退職し、以降は研究と著述に専心した。1928年（昭和3年）侯爵前田家編輯員として、『加賀藩史料』全18巻の編集刊行を務めた。『加能郷土辞彙』や『加能古文書』の編纂、『羽咋郡誌』の石川県下7郡の郡の監修、編纂なども担当した。